# Puente antiguo de Santa Fe de Mondújar
El puente antiguo de Santa Fe de Mondújar es un puente erigido en 1893, obra del estudio de ingeniería de Alexandre Gustave Eiffel, construido para la Línea Linares Baeza-Almería.

## Historia
Fue construido en 1893, como parte de la línea Linares-Almería, y junto a la estación para poner en conexión Almería con el resto de España. Fue diseñado en los estudios del ingeniero Eiffel, aunque algunas fuentes citan que fue obra directa de Eiffel en lugar de sus pupilos. En él se utilizaron los últimos avances en el uso del hierro forjado, junto con construcciones ya clásicas como la piedra de cantería, reflejadas en sus diez pilastras. Tiene una altura máxima entre pilotes que varía entre 31 y 60 metros y una longitud de 420 metros. Sobresale la terminación en curva del puente.
El 1 de junio de 1911 este puente fue uno de los protagonistas de la inauguración del primer tren de tracción eléctrica de España. Para proveer de fluido eléctrico a la vía, se construyó una pequeña central eléctrica bajo el puente, inicialmente usando carbón y posteriormente fuel-oil, hasta 1959.
Hacia 1973 la histórica infraestructura fue sustituida por el puente nuevo, debido al desgaste que sufría por el altísimo peso de los trenes cargados de hierro procedentes de las minas de Alquife con destino a Almería. En muchas ocasiones se trataba de convoyes con un peso cercano a las 2 000 toneladas, lo que obligaba a los convoyes a reducir su velocidad para efectuar el paso por el puente. La situación fue tal que incluso a los trenes nocturnos se les podían ver los sistemas de frenado al rojo vivo. El puente fue por tanto reformado y habilitado para permitir su uso por automóviles.
En 1998 tuvo lugar su última reforma, adaptándolo al paso de vehículos de todo tonelaje, ensanchando la vía y retirando las barandas de hierro, que después se han aplicado para embellecer el municipio, y en su lugar se colocaron bloques de pretil de hormigón.
Desde enero de 2004 se encuentra inscrito y protegido como parte del Patrimonio Histórico Andaluz.